# Andrew Gilding
Andrew Gilding (* 7. Dezember 1970 in Ipswich, Suffolk) ist ein englischer Dartprofi. Sein Markenzeichen ist der erhobene Daumen nach einer geworfenen 180er. Sein Spitzname ist Goldfinger.

## Karriere

### Anfänge
Andrew Gilding begann seine Karriere 2010 bei der BDO, ehe er 2012 zur PDC wechselte. Während seiner zweijährigen Laufbahn bei der BDO gelang ihm ein Turniersieg, nämlich 2011 der der Gibraltar Open. Im selben Jahr gelang ihm der Einzug ins Achtelfinale des ältesten Dartturniers, das World Masters. Sein TV-Debüt gab er ebenfalls 2011 bei den UK Open, wo auch Spieler der BDO teilnahmeberechtigt sind. Er erreichte nach Siegen über u. a. Brendan Dolan und Andy Hamilton die Runde der letzten 32, in der er an Mark Hylton scheiterte.

### PDC
Bei der PDC hatte Gilding in den ersten zwei Jahren kaum Erfolg. Erst 2014 sollte es für ihn besser laufen. Er erreichte beim zweiten UK Open Qualifier nach Siegen über Raymond van Barneveld, James Wade und Phil Taylor das Finale. Dort unterlag er dem Ex-BDO-Weltmeister Stephen Bunting knapp mit 5:6.
Seine guten Ergebnisse 2014 berechtigten ihn zur Teilnahme am World Matchplay und dem World Grand Prix. Beim World Matchplay holte Gilding sich in Runde 1 einen Whitewash gegen den 2-maligen Weltmeister Adrian Lewis (0:10) ab. Beim Grand Prix überstand er die 1. Runde, in der er Darren Webster mit 2:0 (Sets) schlug. In Runde 2 folgte sein Aus gegen Phil Taylor (1:3).
Ende 2014 spielte Andrew Gilding zum ersten Mal bei einer Weltmeisterschaft. Er traf in der 1. Runde auf den Schotten Robert Thornton und verlor chancenlos 0:3.
2015 begann er als Nummer 38 der Welt. Seinen bis dato größten Erfolg seiner Karriere erreichte er bei den UK Open 2015. Er startete als Außenseiter in Runde 3 und besiegte dort Kevin Painter 9:0. Nach weiteren Siegen über Jelle Klaasen, James Wade und Mensur Suljović stand er im Halbfinale gegen Michael van Gerwen. Überraschend hielt er die Partie gegen die Nummer 1 der PDC spannend, verlor aber 8:10. Er erhielt für den Halbfinaleinzug ein Preisgeld von £ 17.000.
Bei der PDC Qualifying School 2021 holte sich Gilding die Tour Card zurück.
2022 qualifizierte er sich erstmals für die European Darts Championship. Seinen ersten PDC- und gleichzeitig auch direkt Major-Turniersieg feierte Gilding bei den UK Open 2023, wo er im Finale gegen Michael van Gerwen im Decider mit 11:10 gewann.

## Weltmeisterschaftsresultate
- 2015: 1. Runde (0:3-Niederlage gegen  Robert Thornton)
- 2016: 2. Runde (0:4-Niederlage gegen  Adrian Lewis)
- 2017: 2. Runde (0:4-Niederlage gegen  Gary Anderson)
- 2023: 2. Runde (1:3-Niederlage gegen  Dave Chisnall)
- 2024: 2. Runde (1:3-Niederlage gegen  Luke Littler)
- 2025: 3. Runde (0:4-Niederlage gegen  Nathan Aspinall)

## Turnierergebnisse
| Turnier                                    | 2011               | 2012                           | 2013                           | 2014                           | 2015                           | 2016                           | 2017                           | 2018                           | ......                         | 2021                           | 2022                           | 2023                           | 2024                           | 2025                           |
| ------------------------------------------ | ------------------ | ------------------------------ | ------------------------------ | ------------------------------ | ------------------------------ | ------------------------------ | ------------------------------ | ------------------------------ | ------------------------------ | ------------------------------ | ------------------------------ | ------------------------------ | ------------------------------ | ------------------------------ |
| BDO-Ranking-Turniere                       |                    |                                |                                |                                |                                |                                |                                |                                |                                |                                |                                |                                |                                |                                |
| World Masters                              | AF                 | nicht teilgenommen             | nicht teilgenommen             | nicht teilgenommen             | nicht teilgenommen             | nicht teilgenommen             | nicht teilgenommen             | nicht teilgenommen             | nicht teilgenommen             | Verband insolvent              | Verband insolvent              | Verband insolvent              | Verband insolvent              | Verband insolvent              |
| PDC-Ranking-Turniere                       |                    |                                |                                |                                |                                |                                |                                |                                |                                |                                |                                |                                |                                |                                |
| Weltmeisterschaft                          | n/t                | n/t                            | n/q                            | n/q                            | R1                             | R2                             | R2                             | nicht qualifiziert             | nicht qualifiziert             | nicht qualifiziert             | nicht qualifiziert             | R2                             | R2                             | R3                             |
| World Masters                              | nicht ausgetragen  | nicht ausgetragen              | nicht ausgetragen              | nicht ausgetragen              | nicht ausgetragen              | nicht ausgetragen              | nicht ausgetragen              | nicht ausgetragen              | nicht ausgetragen              | nicht ausgetragen              | nicht ausgetragen              | nicht ausgetragen              | nicht ausgetragen              | R1                             |
| UK Open                                    | R4                 | R2                             | n/q                            | R4                             | HF                             | R2                             | R3                             | R2                             | n/q                            | R3                             | R2                             | S                              | R5                             | R4                             |
| World Matchplay                            | n/t                | n/q                            | n/q                            | R1                             | AF                             | nicht qualifiziert             | nicht qualifiziert             | nicht qualifiziert             | nicht qualifiziert             | nicht qualifiziert             | R1                             | R1                             | VF                             | VF                             |
| World Grand Prix                           | n/t                | n/q                            | n/q                            | AF                             | R1                             | nicht qualifiziert             | nicht qualifiziert             | nicht qualifiziert             | nicht qualifiziert             | nicht qualifiziert             | R1                             | VF                             | n/q                            |                                |
| European Championship                      | n/t                | nicht qualifiziert             | nicht qualifiziert             | nicht qualifiziert             | nicht qualifiziert             | nicht qualifiziert             | nicht qualifiziert             | nicht qualifiziert             | nicht qualifiziert             | nicht qualifiziert             | R1                             | R1                             | AF                             |                                |
| Grand Slam of Darts                        | nicht qualifiziert | nicht qualifiziert             | nicht qualifiziert             | nicht qualifiziert             | nicht qualifiziert             | nicht qualifiziert             | nicht qualifiziert             | GP                             | nicht qualifiziert             | nicht qualifiziert             | nicht qualifiziert             | AF                             | n/q                            |                                |
| Players Championship Finals                | n/t                | n/q                            | n/q                            | R1                             | n/q                            | R1                             | n/q                            | R1                             | n/q                            | n/q                            | R2                             | R1                             | AF                             |                                |
| PDC-Turniere ohne Einfluss auf das Ranking |                    |                                |                                |                                |                                |                                |                                |                                |                                |                                |                                |                                |                                |                                |
| The Masters                                | n/a                | n/a                            | nicht qualifiziert             | nicht qualifiziert             | nicht qualifiziert             | nicht qualifiziert             | nicht qualifiziert             | nicht qualifiziert             | nicht qualifiziert             | nicht qualifiziert             | nicht qualifiziert             | nicht qualifiziert             | R1                             | n/a                            |
| World Series of Darts Finals               | nicht ausgetragen  | nicht ausgetragen              | nicht ausgetragen              | nicht ausgetragen              | nicht qualifiziert             | nicht qualifiziert             | nicht qualifiziert             | nicht qualifiziert             | nicht qualifiziert             | nicht qualifiziert             | nicht qualifiziert             | nicht qualifiziert             | R1                             |                                |
| Karrierestatistiken                        |                    |                                |                                |                                |                                |                                |                                |                                |                                |                                |                                |                                |                                |                                |
| Platzierung am Jahresende                  | ?                  | 89                             | 74                             | 39                             | 28                             | 34                             | 49                             | 58                             | 124                            | 118                            | 46                             | 20                             | 21                             |                                |
| Verband                                    | BDO                | Professional Darts Corporation | Professional Darts Corporation | Professional Darts Corporation | Professional Darts Corporation | Professional Darts Corporation | Professional Darts Corporation | Professional Darts Corporation | Professional Darts Corporation | Professional Darts Corporation | Professional Darts Corporation | Professional Darts Corporation | Professional Darts Corporation | Professional Darts Corporation |

| Legende zu den Turnierergebnissen | Legende zu den Turnierergebnissen | Legende zu den Turnierergebnissen | Legende zu den Turnierergebnissen | Legende zu den Turnierergebnissen | Legende zu den Turnierergebnissen | Legende zu den Turnierergebnissen | Legende zu den Turnierergebnissen | Legende zu den Turnierergebnissen | Legende zu den Turnierergebnissen |
| --------------------------------- | --------------------------------- | --------------------------------- | --------------------------------- | --------------------------------- | --------------------------------- | --------------------------------- | --------------------------------- | --------------------------------- | --------------------------------- |
| n/t                               | nicht teilgenommen                | n/q                               | nicht qualifiziert                | n/a                               | nicht ausgetragen                 | #R                                | Aus in jeweiliger Runde           | GP                                | Aus in der Gruppenphase           |
| AF                                | Achtelfinalist                    | VF                                | Viertelfinalist                   | HF                                | Halbfinalist                      | F                                 | Turnierfinalist                   | S                                 | Turniersieger                     |

## Titel

### PDC
- Majors
  - UK Open: (1) 2023

### WDF
- Gibraltar Open: 2011